# Frente Islámico Sirio
El Frente Islámico Sirio (en árabe: الجبهة الإسلامية السورية‎ al-Jabhah al-Islāmiyya as-Sūriyyah, FIS o SIF por su nombre en inglés) fue una organización islamista salafista que englobaba a varios grupos rebeldes enfrentados al gobierno de Bashar al-Asad en Siria durante la Guerra Civil Siria. Su grupo más grande e importante era Ahrar al-Sham, que aparentemente "lideraba" y "dominaba" el Frente.
En noviembre de 2013, el SIF anunció su disolución, y que sus componentes operarían como parte del nuevo Frente Islámico.

## Historia

### Formación y composición
El grupo fue fundado por once grupos rebeldes islamistas el 21 de diciembre de 2012:
| Grupo                                                            | Presencia                | Presencia |
| ---------------------------------------------------------------- | ------------------------ | --------- |
| Ahrar al-Sham                                                    | Mayor parte de Siria     |           |
| Movimiento Islámico del Amanecer (Harakat al-Fajar al-Islamiyya) | Provincia de Alepo       |           |
| Brigada Al-Haqq                                                  | Provincia de Homs        |           |
| Ansar Al-Sham                                                    | Provincia de Latakia     |           |
| Jaysh Al-Tawhid                                                  | Provincia de Deir ez-Zor |           |
| Jamaat al-Taliah al-Islamiyah                                    | Zonas rurales de Idlib   |           |
| Brigada Musab bin Umayr                                          | Zonas rurales de Alepo   |           |
| Brigada Hamza ibn ‘Abd al-Muttalib                               | Provincia de Damasco     |           |
| Brigadas de Combate al-Iman                                      | Provincia de Damasco     |           |
| Suqour al-Islam                                                  | Provincia de Damasco     |           |
| Saraya al-Maham al-Jasa                                          | Provincia de Damasco     |           |

Las últimas cinco brigadas no tenían ningún o casi ningún historial de batalla, lo que sugería que no eran agentes reales sobre el terreno.
En enero de 2013, varias de las organizaciones anunciaron que se estaban uniendo con Ahrar al-Sham en un grupo más grande llamado Harakat Ahrar al-Sham al-Islamiyya (El Movimiento Islámico de Ahrar al-Sham).
En abril de 2013, la Reunión de los Batallones de Haqq de la Gobernación de Hama se convirtió en el primer miembro en unirse al grupo desde su fundación. En agosto de 2013 este grupo se unió con varios grupos rebeldes salafistas en Hama para formar una nueva unidad del FIS llamada Liwa Muhahidi al-Sham. El FIS no incluía al grupo yihadista Frente Al-Nusra, considerada una organización terrorista por los Estados Unidos.

### Operaciones
El FIS "estableció su presencia en amplias franjas del territorio sirio, especialmente en el norte."
Aparte de sus operaciones militares en la Guerra Civil Siria, el FIS y en particular Ahrar al-Sham, desviaba recursos considerables hacia actividades sociales y humanitarias en las zonas de Siria que estaban bajo su influencia. Esto incluía proporcionar educación islámica a los niños, y distribuir comida, agua y combustible. Estas actividades humanitarias estaban subvencionadas parcialmente por el IHH y la caridad de Catar. El líder del FIS, Hasán Aboud, se reveló a sí mismo y su nombre por primera vez en una entrevista con Al Jazeera el 8 de junio de 2013. En la entrevista, Aboud indicaba que el FIS mantenía campos de entrenamiento en Siria para reclutas, que recibían instrucción militar y religiosa, así como otros campos para la instrucción de reclutas prometedores en comandantes. Aboud también dijo que habían recibido docenas de peticiones de otros grupos rebeldes para unirse al FIS.

### Disolución
El 22 de noviembre de 2013, los líderes del SIF tomaron parte en la declaración del nuevo Frente Islámico, unión de muchos grupos rebeldes que habían actuado previamente bajo los estandartes del SIF y el Frente Sirio de Liberación Islámica. Más tarde, el SIF anunció en su cuenta de Twitter que se disolvería y todos los grupos actuarían bajo el Frente Islámico.

## Ideología y posiciones
El comunicado de establecimiento del grupo indicaba que su ideología estaba basada en la rama salafista del islam, y declaraba su objetivo de derrocar el gobierno de Asad y establecer un estado islámico gobernado por la ley religiosa musulmana, para el beneficio de todos los sirios. Un informe de marzo de 2013 del Institute for the Study of War indicaba que a pesar de sus creencias religiosas, los componentes del SIF eran nacionalistas sirios.
El Frente se oponía a la intervención estadounidense contra Asad, y el 5 de septiembre de 2013 anunciaron en un comunicado en su página de Facebook que rechazaban "la intervención militar occidental en Siria" y la consideraban "una nueva agresión contra los musulmanes", indicando que solo serviría a intereses americanos y no a la causa de aquellos que quieren eliminar a Asad.
El Frente estaba considerado menos extremo que otros grupos radicales sirios como  Jabhat al-Nusra, designado como organización terrorista por Estados Unidos, y "probablemente tenía un mayor apoyo entre los sirios normales", según la periodista del Washington Post Liz Sly.

## Apoyo y financiación
El grupo recibía fondos y apoyo de otros grupos salafistas conservadores del Golfo Pérsico. Entre los donantes importantes se incluían el predicador kuwaití Hajjaj al-Ajami, el predicador sirio con residencia en Arabia Saudí Adnan al-Aroor, y el político kuwaití Hakim al-Mutayri.